# Acido ricinoleico
L'acido ricinoleico è un acido grasso che in natura si trova esterificato (trigliceride) nei semi del ricino.
È un acido carbossilico alifatico insaturo a 18 atomi di carbonio. Si tratta di un liquido oleoso, solubile in alcol ed etere, stabile all'aria. È destrogiro.

## Impieghi
In passato il trigliceride dell'acido ricinoleico (ricinoleina) veniva utilizzato come lassativo; oggi il suo utilizzo è prevalentemente industriale.